# Награда „Алексис дьо Токвил“
Наградата „Алексис дьо Токвил“ се присъжда на личности, показали своята привързаност към хуманизма и гражданските свободи, като по този начин увековечава името на Алексис дьо Токвил. Учредена е през 1979 г. по инициатива на Пиер Годфроа и със съдействието на Ален Пейрефит. Носителят получава чек за 15 хиляди евро. Асоциацията, която я присъжда на всеки две години, има седалище във Валон, комуна в Нормандия, от която Алексис дьо Токвил е депутат (1830–1851) във Френския парламент.
Не бива да се смесва с друга съименна награда, също присъждана на името на Алексис дьо Токвил, но от Европейския институт за публична администрация (EIPA) със седалище в Маастрихт (Холандия).

## Президенти на асоциацията
- 1979-1992: Пиер Годфроа, заместник-кмет на Валон
- 1992-2008: Ан Хейни, кмет на Валон
- След 2008: Стефани Д'Еровил, собственик на Шато дьо Токвил

## Носители на наградата
- 1979:  Реймон Арон, с лаудацио от Ален Пейрефит
- 1980:  Дейвид Ризман, с лаудацио от Валери Жискар д'Естен
- 1982:  Александър Зиновиев, с лаудацио от Симон Вей
- 1984:  Карл Попър, с лаудацио от Питър Карингтън
- 1987:  Луи Дюмон, с лаудацио от Едуар Баладюр
- 1989:  Октавио Пас, с лаудацио от Франсоа Митеран
- 1991:  Франсоа Фюре, с лаудацио от Леополд Седар Сенгор
- 1994:  Лешек Колаковски, с лаудацио от Рой Дженкинс
- 1997:  Мишел Крозие, с лаудацио от Реймон Баре
- 1999:  Даниел Бел, с лаудацио от Феликс Роатен
- 2003:  Пиер Аснер, с лаудацио от Валери Жискар д'Естен
- 2006:  Колин Пауъл, с лаудацио от Валери Жискар д'Естен
- 2008:  Реймон Будон, с лаудацио от Стефани Д'Еровил
- 2010:  Збигнев Бжежински, с лаудацио от Валери Жискар д'Естен
- 2014:  Филип Рейно, с лаудацио от Жан-Клод Казанова
- 2018:  Хенри Кисинджър, с лаудацио от Валери Жискар д'Естен